# 面談
| ウィキペディアには「面談」という見出しの百科事典記事はありません（タイトルに「面談」を含むページの一覧/「面談」で始まるページの一覧）。 代わりにウィクショナリーのページ「面談」が役に立つかもしれません。 |